# Politique de sécurité
Une politique de sécurité est un plan d'action défini pour préserver l'intégrité et la pérennité d'un groupe social. Elle reflète la vision stratégique de la direction de l'organisme (PME, PMI, industrie, administration, État, unions d'États…).

## Objectifs
Une politique de sécurité a pour objectif de définir :
- les grandes orientations et les principes génériques à appliquer, techniques et organisationnels ;
- les responsables ;
- l'organisation des différents acteurs.

## Principaux domaines
Les principaux domaines d'une politique de sécurité sont :
- la sécurité intérieure : « Politique de sécurité publique », aussi appelée « politique de sécurité intérieure »  ;
- la sécurité nationale : « Politique de défense », aussi appelée « politique de sécurité nationale »  ;
- la sécurité routière : « Politique de sécurité routière »  ;
- la sécurité sanitaire ;
- la sécurité de l'information : « Politique de sécurité de l'information », appelée aussi « politique de sécurité du système d'information (et déclinable en politique de sécurité informatique, et ensuite une ou plusieurs « politiques de sécurité système » et « politiques de sécurité du réseau »).